# Ładowacz (rolnictwo)

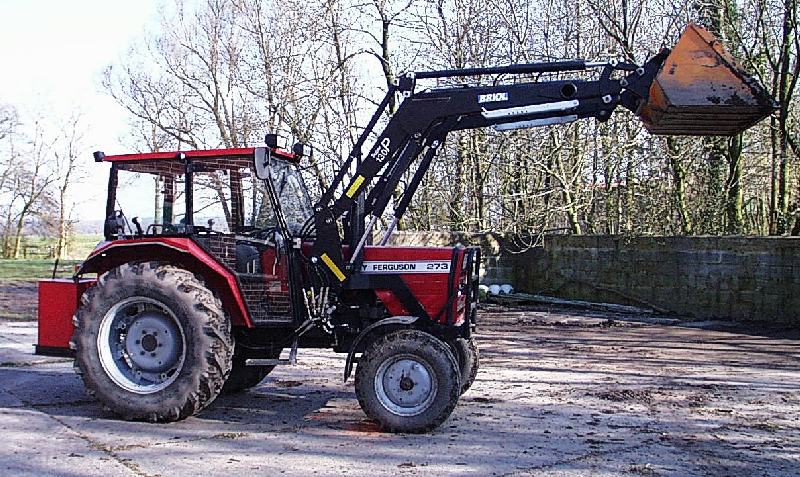
Ładowacz czołowy

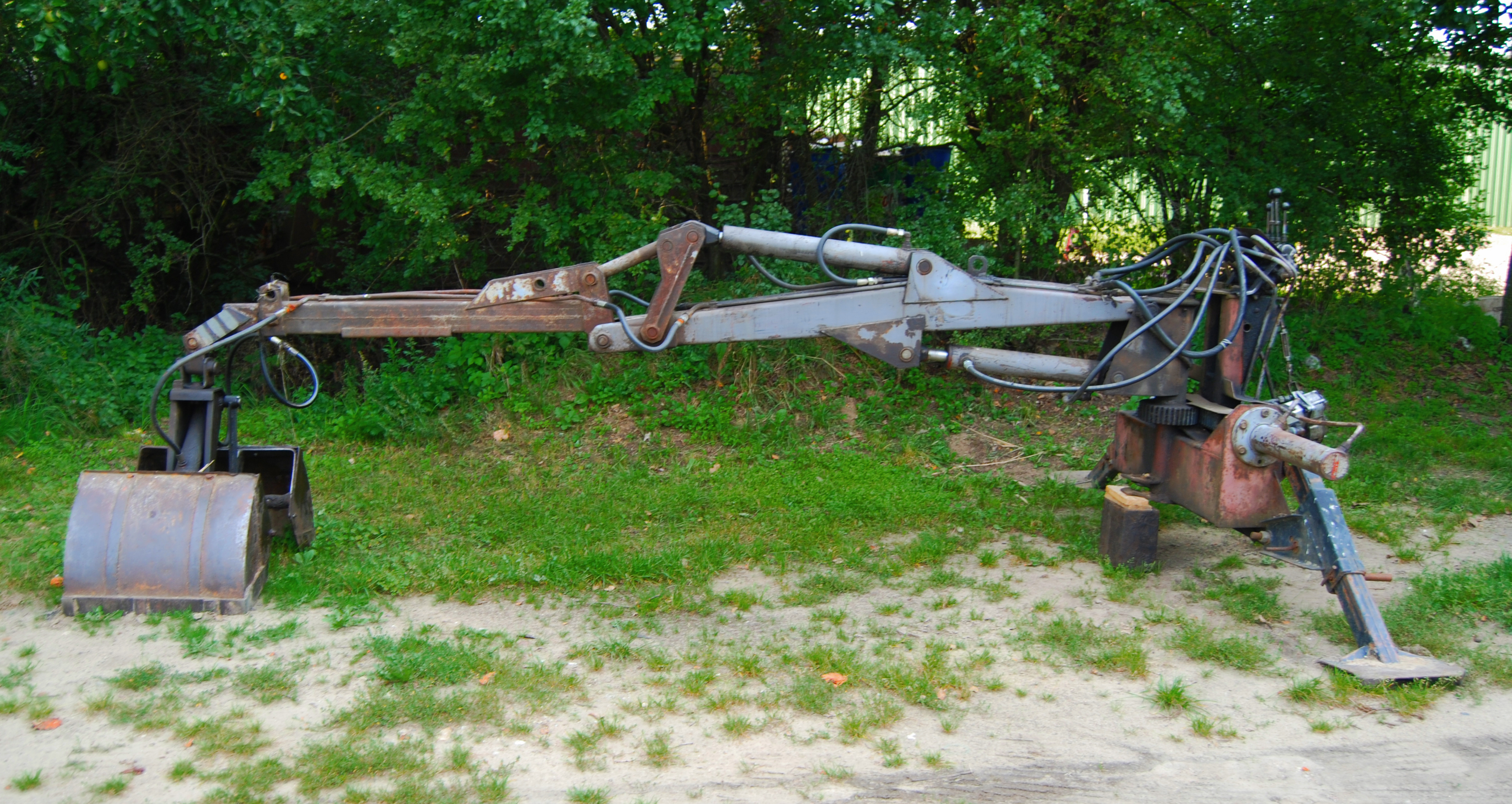
Ładowacz zawieszany

Ładowacz (ładowarka) – maszyna rolnicza służąca do załadunku, wyładunku i transportu materiałów, a także do prac ziemnych.
Ładowacz może być wykorzystywany do załadunku i transportu materiałów stałych, takich jak obornik, kompost, torf, materiałów sypkich, materiałów objętościowych (rośliny okopowe, kiszonka, słoma, siano). Prace ziemne możliwe do wykonywania przy użyciu ładowacza to np. robienie wykopów, załadunek ziemi, okrywanie kopców.
Ze względu na sposób napędu i poruszania się wyróżnia się ładowacze współpracujące z ciągnikami i ładowacze samobieżne.
Z uwagi na sposób montowania na ciągniku ładowacze dzieli się na:
- czołowe, montowane za pomocą ramy na przedzie ciągnika[2]
- zawieszane, montowane na układzie trzypunktowym z tyłu ciągnika[3]
- przyczepiane, maszyna z własnym układem jezdnym, przyczepiania z tyłu ciągnika[4]

Pod względem sposobu pobierania materiału ładowacze dzieli się na:
- mechaniczne
  - czerpakowe, nagarniające materiał czerpakiem
  - chwytakowe, podejmujące materiał chwytakiem
- pneumatyczne, transportujące materiał przy pomocy sprężonego powietrza